# David Niven
James David Graham Niven (ur. 1 marca 1910 w Londynie, zm. 29 lipca 1983 w Château-d’Œx) – angielski aktor filmowy, teatralny i telewizyjny, a także oficer i pisarz. 
W 1959 był współgospodarzem 31. ceremonii wręczenia Oscarów i do tej pory jedynym aktorem w historii, który zdobył Oscara w tym samym roku za główną rolę w filmie Delberta Manna Osobne stoliki (1958), pełniąc jednocześnie funkcję gospodarza.
W 1960 otrzymał dwie własne gwiazdy w Alei Gwiazd w Los Angeles znajdujące się przy 1623 Vine Street i 6384 Hollywood Boulevard.

## Życiorys
Niven urodził się w Londynie. Jego ojciec, porucznik William Edward Graham Niven, zginął w trakcie bitwy o Gallipoli (21 sierpnia 1915). David Niven kształcił się między innymi w Stowe School, a od 1928 roku uczęszczał do Royal Military Academy Sandhurst, szkoły kształcącej zawodowych oficerów. Po ukończeniu Sandhurst w 1930 otrzymał stopień podporucznika i przydział w Highland Light Infantry. W kolejnych latach służył na Malcie i w Dover, a 30 stycznia 1933 został awansowany na porucznika. Jeszcze w 1933, po kłótni z przełożonym (za co został aresztowany), odszedł z wojska. O rezygnacji ze służby poinformował dowództwo telegramem. Niven wyjechał do USA, w 1934 osiadając w Hollywood, gdzie pracował jako statysta, a następnie podpisał długoletni kontrakt z wytwórnią Samuela Goldwyna. W tym czasie grał głównie role drugoplanowe m.in. w Buncie na Bounty (1935).
Dwa dni po wybuchu II wojny światowej podjął decyzję o powrocie do ojczyzny i ponownym wstąpieniu do British Army. W lutym 1940 otrzymał przydział porucznika w pułku Rifle Brigade (The Prince Consort's Own). Wkrótce przeniósł się do Commando, gdzie dowodził oddziałem Phanton, a 18 sierpnia 1941 został awansowany na kapitana. Brał udział między innymi w lądowaniu w Normandii i operacji Copperhead; w trakcie służby zagrał także w dwóch filmach propagandowych: The First of the Few (1942) i The Way Ahead (1944). Niven został zdemobilizowany w stopniu podpułkownika. Po powrocie do USA odznaczony Legią Zasługi.
Do kina wrócił tuż po zakończeniu wojny, występował głównie w produkcjach brytyjskich i amerykańskich. Chętnie współpracował z telewizją. W 1971 wydał autobiografię Księżyc jest balonem (The Moon's A Balloon).
Grał w filmach różnorodnych gatunkowo (choć najczęściej komediach) i specjalizował się w rolach dobrze wychowanych Brytyjczyków z wyższych sfer – oficerów, dyplomatów, ekscentrycznych bogaczy i lordów. Oscara otrzymał za pierwszoplanową rolę w dramacie Osobne stoliki w 1959. Najsłynniejszą jego rolą jest kreacja sir Charlesa Lyttona, uroczego złodzieja klejnotów w serii filmów o inspektorze Clouseau. Inne znaczące pozycje filmowe w których wystąpił to m.in.:  W 80 dni dookoła świata (1956), Działa Navarony (1961), Casino Royale (1967) czy Ucieczka na Atenę (1979).
W 1981 zdiagnozowano u niego stwardnienie zanikowe boczne (ALS). Zmarł w swoim szwajcarskim domu 29 lipca 1983 w wieku 73 lat. Został pochowany na cmentarzu w Château-d'Œx. 

## Życie prywatne
W 1940 roku zawarł związek małżeński z Primulą Rollo (1918–1946). Para miała dwóch synów, Davida Jr. (ur.1942) i Jamesa Grahama (ur. 1945). Primula zmarła w wieku 28 lat, wskutek złamania podstawy czaszki po upadku ze schodów w rezydencji Tyrone'a Powera w Beverly Hills w Kalifornii.
W 1948 roku Niven ożenił się ze szwedzką modelką Hjördis Pauliną Genberg (1919–1997), z którą adoptował dwie córki Kristinę i Fionę.

## Filmografia
- 1936: Szarża lekkiej brygady – kpt. James Randall
- 1936: Rose Marie – Teddy
- 1936: Dodsworth – kpt. Lockert
- 1938: Patrol o świcie – por. Douglas Scott
- 1938: Ósma żona Sinobrodego – Albert De Regnier
- 1939: Wichrowe Wzgórza – Edgar Linton
- 1944: Droga przed nami – por. Jim Perry
- 1946: Sprawa życia i śmierci – Peter Carter
- 1947: Żona biskupa – Henry Brougham
- 1953: Niebieski księżyc – David Slater
- 1955: Królewski złodziej – Duke Brampton
- 1956: W 80 dni dookoła świata – Phileas Fogg
- 1957: Mała chatka – Henry Brittingham-Brett
- 1958: Osobne stoliki – mjr Angus Pollock
- 1958: Witaj, smutku – Raymond
- 1959: Jak zdobyć męża – Miles Doughton
- 1960: Nie jedzcie stokrotek – Lawrence Larry Mackay
- 1961: Działa Navarony – kpr. John Miller
- 1961: Najlepszy z wrogów – mjr Richards
- 1963: 55 dni w Pekinie – sir Arthur Robertson
- 1963: Różowa Pantera – sir Charles Lytton
- 1964: Opowieść do poduszki – Lawrence Jameson
- 1965: Gdzie są szpiedzy – dr Jason Love
- 1965: Lady L – lord Dicky Lendale
- 1966: Oko diabła – Philippe de Montfaucon
- 1967: Casino Royale – James Bond
- 1969: Mózg – płk Carol Matthews/Mózg
- 1969: Zdążyć przed zimą – mjr Giles Burnside
- 1972: Król, dama, walet – Charles Dreyer
- 1974: Vampira – hrabia Dracula
- 1975: Papierowy tygrys – Walter Bradbury
- 1976: Zabity na śmierć – Dick Charleston
- 1977: Candleshoe – płk Dennis/pan Gipping/pan Priory/John
- 1978: Śmierć na Nilu – płk Johnny Race
- 1979: Ucieczka na Atenę – prof. Blake
- 1980: Gruby szlif – inspektor Cyril Willis
- 1980: Wilki morskie – płk W. H. Grice
- 1982: Ślad Różowej Pantery – sir Charles Lytton
- 1983: Klątwa Różowej Pantery – sir Charles Lytton

## Nagrody
| Rok  | Nagroda                                                | Kategoria                                        | Film                     |
| ---- | ------------------------------------------------------ | ------------------------------------------------ | ------------------------ |
| 1954 | Złoty Glob                                             | Najlepszy aktor w filmie komediowym lub musicalu | Niebieski księżyc (1953) |
| 1958 | Nagroda Stowarzyszenia Nowojorskich Krytyków Filmowych | Najlepszy aktor                                  | Osobne stoliki (1958)    |
| 1959 | Nagroda Akademii Filmowej                              | Najlepszy aktor pierwszoplanowy                  | Osobne stoliki (1958)    |
| 1959 | Złoty Glob                                             | Najlepszy aktor w filmie dramatycznym            | Osobne stoliki (1958)    |
| 1981 | Brytyjska Nagroda Filmowa „Evening Standard”           | Nagroda specjalna                                | –                        |